# 5 km (obwód smoleński)
5 km (ros. 5 км) – przystanek kolejowy w miejscowości Wiaźma, w rejonie wiaziemskim, w obwodzie smoleńskim, w Rosji. Położony jest na linii Wiaźma – Kaługa/Briańsk.